# Lužani Novi
Lužani Novi är ett samhälle i Bosnien och Hercegovina.   Det ligger i entiteten Republika Srpska, i den norra delen av landet, 130 km norr om huvudstaden Sarajevo. Lužani Novi ligger 97 meter över havet och antalet invånare är 123.
Terrängen runt Lužani Novi är platt.Närmaste större samhälle är Derventa, 6,3 km sydväst om Lužani Novi. 
Omgivningarna runt Lužani Novi är en mosaik av jordbruksmark och naturlig växtlighet. Runt Lužani Novi är det ganska tätbefolkat, med 67 invånare per kvadratkilometer.